# ماحي (فلم)
ماحي  (بالإنجليزية: Eraser) هو فيلم حركة تم إنتاجه في الولايات المتحدة وصدر في سنة 1996. الفيلم من كتابة سيناريو. من بطولة أرنولد شوارزنيجر وجيمس كان وفانيسا ويليامز وجيمس كوبورن.

## الميزانية والإيرادات
بلغت تكلفة إنتاج الفيلم حوالي 100 مليون دولار بينما حقق أرباحا تقدر بـ 242,295,562 دولار.

## وصلات خارجية
- مقالات تستعمل روابط فنية بلا صلة مع ويكي بيانات